# Brădeanu (gmina)
Brădeanu – gmina w Rumunii, w okręgu Buzău. Obejmuje miejscowości Brădeanu, Mitropolia i Smârdan. W 2011 roku liczyła 2565 mieszkańców.